# الدوري الجنوبي لكرة القدم 1899–1900
الدوري الجنوبي لكرة القدم 1899–1900 (بالإنجليزية: 1899–1900 Southern Football League)‏ هو موسم من الدوري الجنوبي الممتاز. فاز فيه توتنهام هوتسبير.